# Tanilson Soares
Tanilson Tarso Nóbrega Soares (João Pessoa, 12 de julho de 1976), é um político brasileiro, atualmente filiado ao Partido Socialista Brasileiro (PSB). Foi vereador de João Pessoa de 2017 a 2023. Nas eleições de 2022, foi eleito foi eleito deputado estadual pela Paraíba.

## Biografia

### Vida pessoal
Nascido em João Pessoa, em 12 de julho de 1976, filho de Edmilson de Araújo Soares. É formado em Administração de Empresas.

## Carreira política
Iniciou sua carreira política como vereador de João Pessoa, sendo eleito pela primeira vez em 2016 e reeleito em 2020. Em 2022, foi eleito deputado estadual pela Paraíba.

## Desempenho eleitoral
| Eleição | Cargo                        | Partido | Coligação                               | Votos | Resultado |
| ------- | ---------------------------- | ------- | --------------------------------------- | ----- | --------- |
| 2016    | Vereador de João Pessoa      | PSB     | Coligação A Força do Trabalho           | 6611  | Eleito    |
| 2020    | Vereador de João Pessoa      | Avante  | Coligação João Pessoa em Primeiro Lugar | 7570  | Reeleito  |
| 2022    | Deputado estadual da Paraíba | PSB     | Coligação Juntos pela Paraíba           | 42087 | Eleito    |